# Carlos Santos (Leichtathlet)
Carlos Santos (* 7. Juni 2000) ist ein salvadorianisch-US-amerikanischer Leichtathlet, der im Langstrecken- und Hindernislauf an den Start geht und international für El Salvador startberechtigt ist.

## Sportliche Laufbahn
Erste internationale Erfahrungen sammelte Carlos Santos, der in Patchogue im US-Bundesstaat New York aufwuchs und an der Stony Brook University studiert, im Jahr 2021, als er bei den Zentralamerikameisterschaften in San José in 9:14,01 min die Silbermedaille über 3000 m Hindernis hinter seinem Landsmann César Peraza gewann. Anschließend belegte er bei den erstmals ausgetragenen Panamerikanischen Juniorenspielen in Cali in 9:28,39 min den sechsten Platz. 2023 gewann er bei den Zentralamerika- und Karibikspielen (CAC) in San Salvador in 8:51,22 min die Bronzemedaille hinter dem Kolumbianer Carlos San Martín und César Gómez aus Mexiko. 

## Persönliche Bestleistungen
- 3000 Meter: 8:06,30 min, 10. Februar 2023 in New York City (salvadorianischer Rekord)
- 5000 Meter: 14:20,69 min, 19. Mai 2023 in New York (salvadorianischer Rekord)
- 3000 m Hindernis: 8:45,36 min, 17. Juni 2023 in West Long Branch (salvadorianischer Rekord)